# パナマの死角
『パナマの死角』（パナマのしかく、Across the Pacific）は、1942年のアメリカ合衆国のスパイ映画である。当初はジョン・ヒューストンが監督を務めていたが、ヒューストンがアメリカ陸軍通信部隊に加わったためにヴィンセント・シャーマンが引き継いだ。出演はハンフリー・ボガート、メアリー・アスター、シドニー・グリーンストリートらである。
原題はワーナー・ブラザースが1926年に公開したサイレント映画と同一であるが、内容に関連は無い。
当初は日本の真珠湾攻撃を防ぐために奮闘するという内容であったが、実際に真珠湾攻撃が発生したために攻撃対象はパナマに書き直された。

## キャスト
- ハンフリー・ボガート
- メアリー・アスター
- シドニー・グリーンストリート（英語版）
- カム・トン（英語版）
- チャールズ・ハルトン（英語版）
- ヴィクター・セン・ヤング（英語版）
- ロナルド・ゴト
- リー・トン・フー
- フランク・ウィルコックス（英語版）
- ポール・スタントン（英語版）
- レスター・マシューズ （英語版）
- ジョン・ハミルトン（英語版）
- ローランド・ドリュー（英語版）
- モンテ・ブルー （英語版）
- チェスター・ガン（英語版）
- リチャード・ロー
- ケイ・ルーク
- ルディ・ロブレス（英語版）
- スペンサー・チャン
- トム・スティーヴンソン
- フィリップ・アーン（クレジット無し）